# Ba'al Hammon

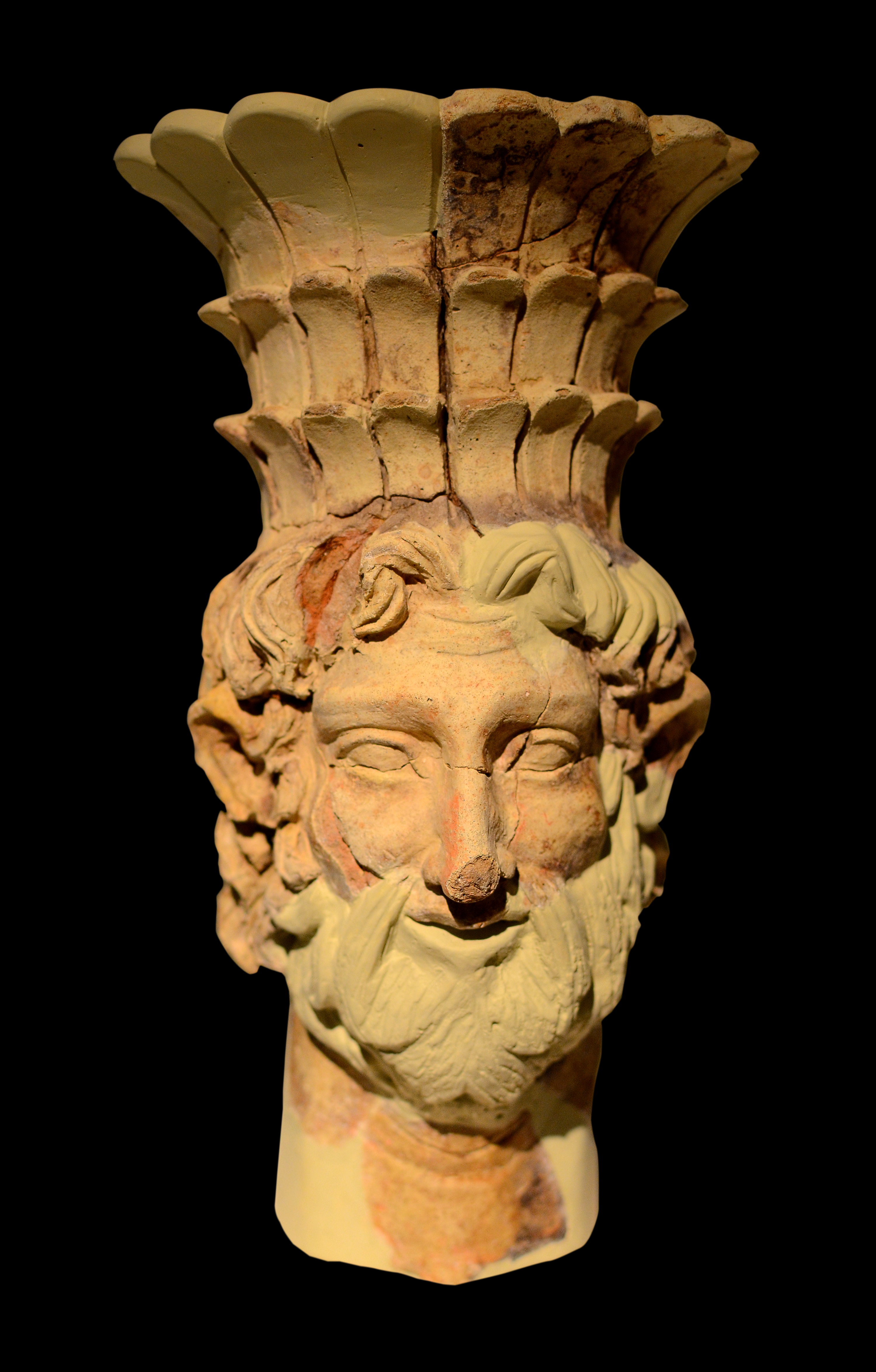
Bruciatore di incenso raffigurante Baal Hammon (II sec. a.C.), Museo Nazionale di Cartagine

Baal Ammone, Ba'al Hammon o Baal Hammon, soprannominato anche il "Saturno africano", era il dio supremo della colonia fenicia di Cartagine ed è generalmente identificato, dagli studiosi moderni, sia con il dio semitico del nord-ovest El, sia con Dagon, mentre nella mitologia greca è assimilato a Crono e in quella romana a Saturno.

## Storia
Nei templi di Cartagine,  consacrati a Baal, vi era normalmente una statua del dio con le braccia distese in avanti con le mani tese a indicare il punto dove le vittime sacrificali dovevano essere bruciate. Nonostante i suoi attributi magniloquenti, Baal-Ammon (parte della triade cartaginese con Tanit, sua paredra, ed Eshmun) non fu sempre la divinità più importante di Cartagine; intorno al VI secolo a.C. iniziò a prendere spazio e maggiore popolarità il culto di Tanit, dea della Luna, delle messi e della buona fortuna. E fu nel tempio di Esmun - non di Baal Ammon - che i difensori di Cartagine si ritirarono a combattere gli ultimi giorni della città che cadeva sotto i colpi dei romani di Scipione alla fine della terza e conclusiva delle guerre puniche. Comunque, generalmente Baal Ammone rappresenta il carattere centrale (Enoteismo) della religione cartaginese.
Il significato della parola Ammone o Amon non è chiaro. Nel XVI secolo, quando Ernest Renan fece degli scavi nelle rovine di Hammon, la moderna Umm al-‘Awāmid, situata fra Tiro e Acri, trovò due iscrizioni fenicie dedicate ad El-Amon. Mentre El era di solito identificato con Crono e Ba'al, Ammone era pure assimilato a Crono, e sembra plausibile che fossero la stessa divinità. Più volte è stata avanzata l'ipotesi della connessione del nome con la parola fenicia e ebraica "braciere". Frank Moore Cross propone anche una connessione fra il nome 'Khamōn' in lingua ugaritica e il nome accadico del monte Amanus, il grande rilievo che separa la Siria dalla Cilicia, basando tale supposizione sulla descrizione ugaritica di El come uno dei monti Haman. Di contro, Yigdal Ydin lo vede come un dio lunare. Edward Lipinski  lo identifica con il dio Dagon nel suo Dictionnaire de la civilisation phenicienne et punique . Le iscrizioni riguardo alle divinità puniche tendono ad essere comunque poco accurate.
Le fonti classiche riportano come i Cartaginesi  bruciassero i loro bambini come offerta a Ba'al Ammone. Questa pratica di sacrificare i figli si inserisce bene nella tradizione greca di Crono. A Cartagine e in Nord Africa Ba'al Ammone è associato anche all'ariete ed è venerato come Ba'al Qarnayn ("Il dio dalle due corna") in un santuario all'aperto a Jebel Bu Kornein ("la collina dalle due corna"), che si affaccia sulla baia di Cartagine.
La controparte femminile di Ba'al Ammone è Tanit. Probabilmente non fu mai identificato con Ba'al Melqart, anche se si può trovare questa corrispondenza in alcuni studiosi più antichi.